# Bass Lake (Indiana)
Bass Lake es un lugar designado por el censo ubicado en el condado de Starke en el estado estadounidense de Indiana. En el Censo de 2010 tenía una población de 1195 habitantes y una densidad poblacional de 40,91 personas por km².

## Geografía
Bass Lake se encuentra ubicado en las coordenadas 41°13′19″N 86°35′39″O / 41.22194, -86.59417. Según la Oficina del Censo de los Estados Unidos, Bass Lake tiene una superficie total de 29.21 km², de la cual 23.54 km² corresponden a tierra firme y (19.43%) 5.67 km² es agua.

## Demografía
Según el censo de 2010, había 1195 personas residiendo en Bass Lake. La densidad de población era de 40,91 hab./km². De los 1195 habitantes, Bass Lake estaba compuesto por el 97.15% blancos, el 0.33% eran afroamericanos, el 0.5% eran amerindios, el 0.17% eran asiáticos, el 0% eran isleños del Pacífico, el 0.5% eran de otras razas y el 1.34% pertenecían a dos o más razas. Del total de la población el 3.35% eran hispanos o latinos de cualquier raza.